# Епіскоп

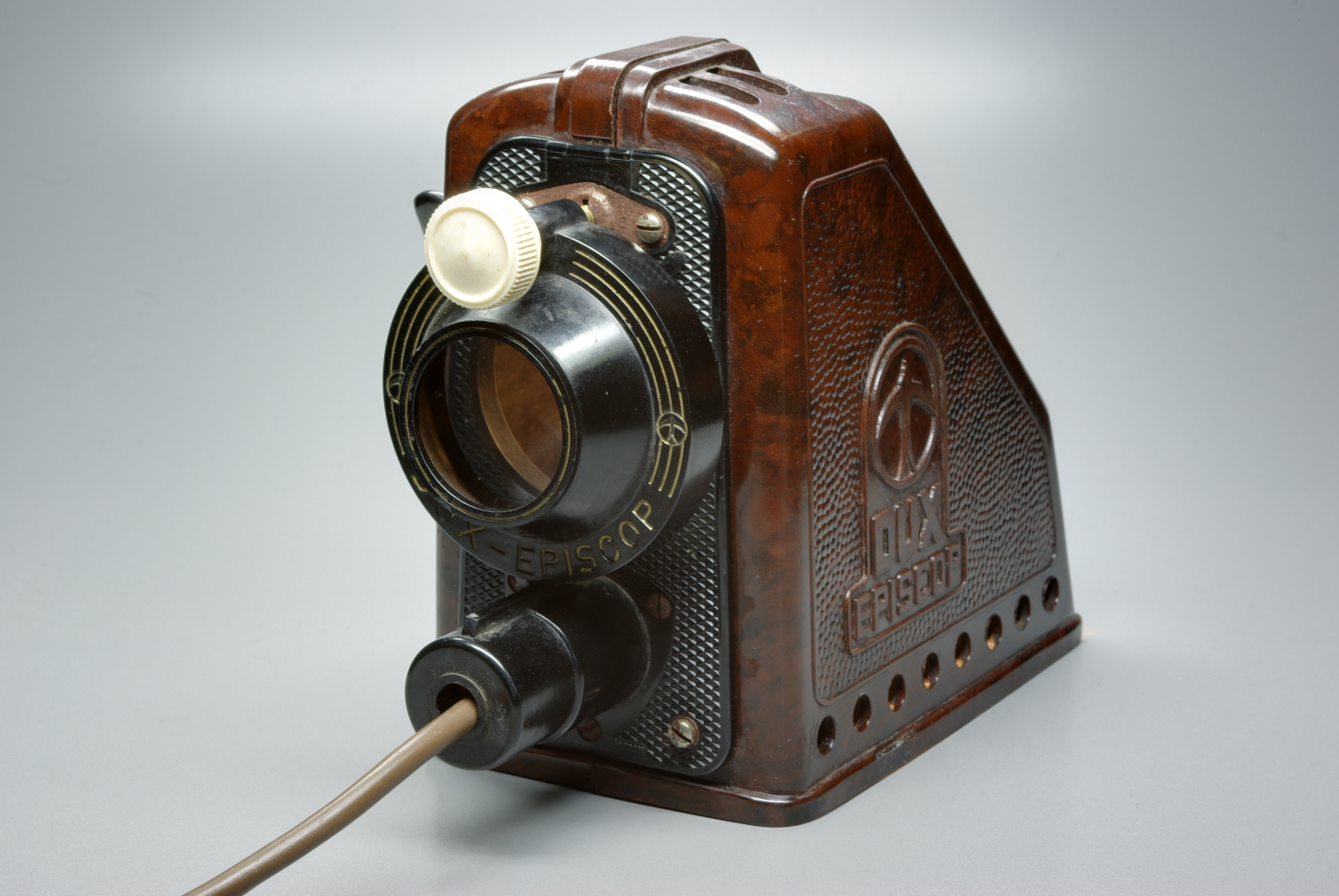

Епіско́п (рос. эпископ, нім. Episkop n; від грец. επί — «на, над» + σκοπεῖν — «бачити, дивитися») — проєкційний прилад, що дозволяє з непрозорих оригіналів креслення одержувати на екрані зображення з плавною зміною масштабу.
У маркшейдерській практиці застосовується проєктор картографічний вертикальний (ПКВ), що дозволяє змінювати масштаб плану від 0,22 до 5,6.
Формат використовуваного оригіналу 29х29 см, максимальний розмір зображення 90х90 см.